# Josh Strickland
Josh Strickland (n. Charleston, Carolina del Sur, 23 de octubre de 1983) es un actor y cantante estadounidense.

## Biografía
Josh Strickland nació el 23 de octubre de 1983 en la ciudad de Charleston, Carolina del Sur. Asistió al colegio Charleston County School of the Arts, y se graduó en la Middleton High School, en Charleston. Estudió canto en el College of Charleston con la profesora y soprano Deanna McBroom.

## Trayectoria
En 2002, Strickland participó en la segunda temporada del programa American Idol, terminando en la etapa de semifinales, así como también en la primera temporada de Star Search, programa de talentos transmitido en 2004 por la cadena ABC.
En mayo de 2006, protagonizó la puesta en escena, Tarzan: The Musical, producción basada en la película animada de 1999, Tarzán, así como basada también en el personaje de Tarzán, creado por Edgar Rice Burroughs. La obra se presentó en el teatro Richard Rodgers y contó con la participación de Phil Collins como compositor musical, y con David Henry Hwang como guionista.